# Музыка эпохи классицизма
Музыка эпохи классицизма (или музыка классицизма) — академическая музыка второй половины XVIII — начала XIX веков.

## Определение
В развитии классицизма отмечают два исторических этапа. Выросший из искусства Возрождения ранний классицизм XVII века развивался одновременно с барокко, отчасти в борьбе, отчасти во взаимодействии с ним, и в этот период наибольшее развитие получил во Франции. Поздний классицизм, связанный с Просвещением, приблизительно с середины XVIII до начала XIX века, ассоциируется прежде всего с венской классической школой.
Сложные взаимоотношения классицизма и барокко ещё в начале XX века породили дискуссию: многие музыковеды, прежде всего в Германии, рассматривают барокко как единый стиль европейской музыки между Возрождением и Просвещением — приблизительно до середины XVIII века, до И. С. Баха и Г. Ф. Генделя включительно. Во Франции, на родине классицизма, некоторые музыковеды, напротив, склонялись к чрезмерно расширительному толкованию этого понятия, рассматривая стиль барокко как одно из частных проявлений классицизма.
Периодизация эпох осложнена тем обстоятельством, что в различных национальных культурах музыкальные стили получали распространение в разное время; бесспорным является то, что в середине XVIII века классицизм восторжествовал практически повсеместно. К этому направлению принадлежат, в частности, реформаторские оперы К. В. Глюка, ранняя венская и мангеймская школы. Высшие достижения классицизма в музыке связаны с деятельностью венской классической школы — с творчеством Й. Гайдна, В. А. Моцарта и Л. ван Бетховена.

## История Классицизма
Классицизм сложился во Франции в первой половине XVII века: возникший ещё в эпоху Возрождения интерес к античной культуре, породивший в различных видах искусства подражания античным образцам, в абсолютистской Франции превратился в нормативную эстетику, основанную на «Поэтике» Аристотеля и дополнившую её рядом специальных жёстких требований.

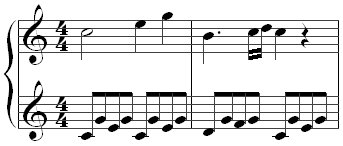
Начало до мажорной сонаты Моцарта, К.545

Эстетика классицизма основывалась на убеждении в разумности и гармоничности мироустройства, что проявилось во внимании к сбалансированности частей произведения, тщательной отделке деталей, разработке основных канонов музыкальной формы. Именно в этот период окончательно сформировался классический состав частей сонаты и симфонии, а также сонатная форма, основанная на разработке и противопоставлении двух контрастных тем.